# 愛媛県道28号長浜保内線
愛媛県道28号長浜保内線（えひめけんどう28ごう ながはまほないせん）は、愛媛県大洲市から八幡浜市に至る県道（主要地方道）である。

## 概要
大洲市長浜町上老松にある伊予出石駅の南に在する、肱川を渡る橋梁である大和橋を渡り、そのまま支流沿いに出石山の西側中腹をおおよそ南西方向に登坂し、頂上付近の郷峠（郷の峠）より八幡浜市に至りそのまま同方向にある同市保内町喜木へと至る県道である。
出石山の頂上にある四国別格二十霊場の第7番札所である出石寺へのアクセスルートとしての側面を有しており、郷峠より同山登山道を兼ねる同寺への参拝道が伸びている。そのため同寺への参拝を目的とした別格霊場参拝の遍路旅程者などの通行が日常においても時折みられる。ただし郷峠の前後区間はガードレールも時折途切れる幅員の狭小区域であり、自動車の対向通行に難を要する通行の難所でもある。

### 路線データ
- 起点：大洲市長浜町上老松（愛媛県道24号大洲長浜線交点）
- 終点：八幡浜市保内町喜木（国道197号交点）

## 歴史
- 1993年（平成5年）5月11日 - 建設省から、県道長浜保内線が長浜保内線として主要地方道に指定される[1]。

## 地理

### 通過する自治体
- 大洲市
- 八幡浜市

### 交差する道路
- 愛媛県道24号大洲長浜線（起点）
- 愛媛県道43号長浜中村線（大洲市長浜町下須戒）
- 愛媛県道234号大洲保内線（八幡浜市日土町）
- 国道197号（終点）

### 沿線にある施設など
- JR予讃線 伊予出石駅
- 豊茂郵便局
- 大洲市立豊茂小学校
- 米軍飛行艇遭難慰霊碑
- 出石山（金山）
- 金山出石寺
- 八幡浜市立日土小学校
- 八幡浜市立青石中学校
- 八幡浜市立喜須来小学校

### 主な橋梁・峠
- 大和橋：肱川本流橋梁。大洲市長浜町上老松 - 大洲市長浜町下須戒
- 郷峠（郷の峠）: 大洲市豊茂 - 八幡浜市日土町